# Onthophagus nodulifer
Onthophagus nodulifer là một loài bọ cánh cứng trong họ Bọ hung (Scarabaeidae).